# Nekrolog 1308
Nekrolog
◄◄
| ◄
| 1304
| 1305
| 1306
| 1307
| 1308 | 1309 | 1310 | 1311 | 1312 | ► | ►►
Weitere Ereignisse | Allgemeiner Nekrolog 1308
Die Beschreibung der verstorbenen Person sollte so kurz wie möglich gehalten sein und nur deren signifikante Tätigkeit(en) enthalten.
Neue Namen ggf. auch unter dem Geburts- und Sterbedatum, also etwa unter 1. Januar und im Geburts- und Sterbejahr (2024) eintragen (nur bei entsprechender großer Wichtigkeit). Für Beispiele siehe die schon vorhandenen Artikel.
Außerdem über die fünf zuletzt Verstorbenen, zu denen es einen ausreichend guten Artikel für eine Präsentation auf der Hauptseite gibt, nach der todesbedingten Überarbeitung der Artikel ggf. auch unter Wikipedia Diskussion:Hauptseite informieren und sie am besten auch in den anderen Wikipedia-Sprachversionen eintragen. Tipp: Regelmäßig bei news.google.de nach „ist tot“, „gestorben“ oder „verstorben“ suchen.
Wenn eine Person gestorben ist, gibt es viele Seiten zu dieser Person in der Wikipedia, die davon auch betroffen sind und entsprechend aktualisiert werden müssen. Beispiele: Namenübersichtsseite, Geburtsjahr, Geburtsort-Seiten und viele mehr.
Wie finde ich die betroffenen Seiten?
Im Suchfeld auf der linken Seite gibt man den Suchbegriff so ein: „Vorname Nachname“. Dann klickt man auf Volltext und alle Seiten mit entsprechendem Suchtext werden aufgerufen. Hier sieht man dann schnell, wo auch das Todesjahr Sinn macht oder sogar ein Teil des Artikels angepasst werden muss. Auch hilft das „Werkzeug“ auf der linken Seite sehr gut, um solche Seiten aufzufinden: „Links auf diese Seite“. Somit ist die Wikipedia wieder aktuell in allen Bereichen! Hinweis: bei Eintragung der Kategorie „Gestorben JAHR“ wird der Missbrauchsfilter 49 ausgelöst, was jedoch nicht schlimm ist. Siehe: Spezial:Missbrauchsfilter/49
Dies ist eine Liste von im Jahr 1308 verstorbenen bekannten Persönlichkeiten. Die Einträge erfolgen innerhalb der einzelnen Daten alphabetisch sortiert. Tiere sind im Nekrolog für Tiere zu finden.

## Januar
| Tag        | Name                    | Beruf, bekannt als                       | Alter | Beleg |
| ---------- | ----------------------- | ---------------------------------------- | ----- | ----- |
| 2. Januar  | Catherine de Courtenay  | Titularkaiserin von Konstantinopel       |       |       |
| 9. Januar  | Richard Hoton           | englischer Geistlicher, Prior von Durham |       |       |
| 30. Januar | Margarete von Antiochia | Herrin von Tyrus                         |       |       |

## Februar
| Tag        | Name              | Beruf, bekannt als                    | Alter | Beleg |
| ---------- | ----------------- | ------------------------------------- | ----- | ----- |
| 1. Februar | Hermann           | Markgraf und Mitregent in Brandenburg |       |       |
| 4. Februar | Ulrich von Paldau | Bischof von Seckau                    |       |       |

## März
| Tag      | Name                 | Beruf, bekannt als                                           | Alter | Beleg |
| -------- | -------------------- | ------------------------------------------------------------ | ----- | ----- |
| 18. März | Juri I. von Galizien | Fürst von Bels und von Halitsch-Wladimir, dann König der Rus |       |       |

## April
| Tag      | Name                                   | Beruf, bekannt als             | Alter | Beleg |
| -------- | -------------------------------------- | ------------------------------ | ----- | ----- |
| 6. April | Reginald Grey, 1. Baron Grey of Wilton | englischer Adliger und Militär |       |       |

## Mai
| Tag     | Name         | Beruf, bekannt als                                                                      | Alter | Beleg |
| ------- | ------------ | --------------------------------------------------------------------------------------- | ----- | ----- |
| 1. Mai  | Albrecht I.  | römisch-deutscher König aus dem Haus Habsburg, Herzog von Österreich und der Steiermark | 52    |       |
| 2. Mai  | Berthold II. | Abt im Kloster St. Blasien                                                              |       |       |
| 11. Mai | Wilhelm I.   | Graf der Grafschaft Berg                                                                |       |       |

## Juni
| Tag      | Name                        | Beruf, bekannt als                           | Alter | Beleg |
| -------- | --------------------------- | -------------------------------------------- | ----- | ----- |
| 5. Juni  | Gottfried von Schlüsselberg | deutscher Klostergründer                     |       |       |
| 13. Juni | Erland von den Färöern      | römisch-katholischer Bischof auf den Färöern |       |       |
| 18. Juni | Boniface de Challant        | Bischof von Sitten                           |       |       |

## Juli
| Tag     | Name                     | Beruf, bekannt als                            | Alter | Beleg |
| ------- | ------------------------ | --------------------------------------------- | ----- | ----- |
| 4. Juli | Eberhard I. von der Mark | Vogt zu Essen, Graf von Mark, Graf von Altena |       |       |

## August
| Tag        | Name                 | Beruf, bekannt als          | Alter | Beleg |
| ---------- | -------------------- | --------------------------- | ----- | ----- |
| 18. August | Klara von Montefalco | Jungfrau, Heilige, Äbtissin |       |       |

## September
| Tag           | Name                  | Beruf, bekannt als  | Alter | Beleg |
| ------------- | --------------------- | ------------------- | ----- | ----- |
| 4. September  | Margarete von Burgund | Gräfin von Tonnerre |       |       |
| 10. September | Go-Nijō               | 94. Tennō von Japan | 23    |       |

## Oktober
| Tag         | Name                   | Beruf, bekannt als              | Alter | Beleg |
| ----------- | ---------------------- | ------------------------------- | ----- | ----- |
| 5. Oktober  | Guido II. de la Roche  | Herzog von Athen                |       |       |
| 16. Oktober | Otto III. von Rietberg | Bischof von Münster (1301–1306) |       |       |

## November
| Tag          | Name                  | Beruf, bekannt als                                                          | Alter | Beleg |
| ------------ | --------------------- | --------------------------------------------------------------------------- | ----- | ----- |
| 8. November  | Johannes Duns Scotus  | schottischer Theologe und Philosoph der Scholastik                          |       |       |
| 28. November | Guido I. von Lusignan | Herr von Lusignan, Graf von La Marche und Angoulême                         |       |       |
| November     | Philipp von Chieti    | flämischer Adliger und Heerführer im Sporenkrieg, Graf von Teano und Chieti |       |       |

## Dezember
| Tag          | Name                          | Beruf, bekannt als                                                                                   | Alter | Beleg |
| ------------ | ----------------------------- | --- | ----- | ----- |
| 3. Dezember  | John Comyn, 7. Earl of Buchan | schottischer Adeliger                                                                                |       |       |
| 11. Dezember | Walter Haselshaw              | englischer Geistlicher                                                                               |       |       |
| 16. Dezember | Trần Nhân Tông                | dritter Kaiser der Trần-Dynastie, Kaiser von Đại Việt, Zen-Buddhist und vietnamesischer Nationalheld | 50    |       |
| 21. Dezember | Heinrich I.                   | erster Landgraf von Hessen und Begründer des hessischen Fürstenhauses                                | 64    |       |
| Dezember     | Walram I.                     | Graf von Zweibrücken                                                                                 |       |       |

## Datum unbekannt
| Tag | Name                                             | Beruf, bekannt als                                 | Alter | Beleg |
| --- | ------------------------------------------------ | -------------------------------------------------- | ----- | ----- |
|     | Abu Thabit Amir                                  | Sultan von Marokko                                 |       |       |
|     | Adolf V.                                         | Graf von Holstein und Stormarn                     |       |       |
|     | Henry de Grey of Codnor, 1. Baron Grey of Codnor | englischer Baron                                   |       |       |
|     | Gisela von Schlüsselberg                         | Äbtissin                                           |       |       |
|     | Gombau d’Entença                                 | katalanischer Adliger, Prokurator von Valencia     |       |       |
|     | Konstantin III.                                  | König von Kleinarmenien                            |       |       |
|     | Ludwig von Ravensberg                            | Bischof von Osnabrück                              |       |       |
|     | Peter Mauley, 1. Baron Mauley                    | englischer Adliger und Militär                     |       |       |
|     | Meister Arnold                                   | deutscher Handwerker, zweiter Kölner Dombaumeister |       |       |
|     | Sempad von Armenien                              | König von Kleinarmenien                            |       |       |
|     | Ulrich II.                                       | Graf von Heunburg                                  |       |       |
|     | Wachtang III.                                    | Herrscher des mittelalterlichen Georgiens          |       |       |